# Grand Bassa (condado)
Grand Bassa é um dos 15 condados da Libéria, está localizado no centro-oeste do país. Sua capital é a cidade de Buchanan. Possui área de 7.936 km² e, de acordo com os resultados preliminares do censo de 2008, população de 224.839 habitantes, o quinto condado mais populoso da Libéria.
A Superintendente do Condado de Grand Bassa, é Julia Duncan Cassell. O Condado faz divisa com Margibi a noroeste, Bong ao norte, Nimba a leste, e River Cess ao sul e leste. É banhada pelo Oceano Atlântico a oeste.

## História
Entre os residentes notáveis do condado estão Joseph James Cheeseman e Anthony Gardiner, presidentes da Libéria durante o século XIX.
O porto de Buchanan foi construído por LAMCO para servir à exportação de minério transportado através de ferrovia a partir de Nimba. A guerra civil destruiu o porto, ferrovia e o bairro construído pelo Lamco. Em 2005, as instalações da Lamco foram retomadas por Arcelor-Mittal (AM), que começou uma gradual reconstrução. O outrora movimentado porto, agora é uma cidade fantasma, e a única réstia de esperança é a chegada da Arcelor-Mittal e as consequentes perspectivas de emprego. Nos termos de um acordo com o governo nacional em 2005, AM dará $ 1 milhão por ano para o condado pela exploração de minério de ferro, embora estes termos foram revistos em 2007.

## Distritos
Distritos do Condado Grand Bassa incluído (2008 população):
- Commonwealth Distrito (34,270)
- Distrito #1 (25,180)
- Distrito #2 (28,469)
- Distrito #3 (47,721)
- Distrito #4 (33,180)
- Neekreen (distrito) (32,058)
- Owensgrove (distrito) (13,687)
- St. John River (distrito) (10,274)